# Calea crocinervosa
Calea crocinervosa là một loài thực vật có hoa trong họ Cúc. Loài này được Wussow, Urbatsch & G.A.Sullivan mô tả khoa học đầu tiên năm 1985.